# Кубок Львівської області з футболу 2018
Кубок Львівської області 2018 року проводився Федерацією футболу Львівської області серед аматорських команд Львівщини. Матчі проходили в період з 8 серпня по 18 листопада 2018 року. В змаганнях виявили бажання взяти участь 19 команд, що виступають у Прем’єр-лізі та Другій лізі Львівської області, а також в Чемпіонаті України серед аматорів («Рочин» Соснівка). Серед них 11 команд – представники Прем’єр-ліги Львівщини (виділені жирним шрифтом).  
У фінальному поєдинку, який проходив на стадіоні Львівського державного університету фізичної культури «СКІФ» у Львові, зустрілись футбольні клуби ФК «Миколаїв» та «Рочин» із Соснівки. Футболісти з Соснівки на останній секунді фінального матчу Кубка Львівської області вирвали перемогу в ФК «Миколаїв» і поповнили свій клубний музей новим трофеєм. А в команди Миколаєва другий рік поспіль Кубок Львівської області  на останніх хвилинах вислизнув з рук. В попередньому розіграші у фіналі футболісти «Юності» з Верхньої Білки на 90+1 хвилині забили вирішальний м’яч у ворота ФК «Миколаїв», а в цьому сезоні, виграючи по ходу матчу, миколаївці на 90+4 хвилині пропустили від соснівського «Рочина» після удару з кутового.
Кращим гравцем фінального матчу визнано гравця соснівського «Рочина» афганського походження, Омара Мохаммада Набізаду.
Після закінчення матчу голова Федерації футболу Львівської області Олександр Шевченко та перший заступник голови ФФЛО Ярослав Грисьо вручили учасникам матчу заслужені нагороди.

## Результати матчів кубка Львівської області.
|  | Попередній етап             |                              | ⅛ фіналу                     |                         | Чвертьфінали            |                       | Півфінали   |                  | Фінал        |                  | ПЕРЕМОЖЕЦЬ       |
|  |                             |                              |                              |                         |                         |                       |             |                  |              |                  |                  |
|  | «Карпати» Кам’янка-Бузька   |                              |                              |                         |                         |                       |             |                  |              |                  |                  |
|  |                             | «Карпати» Кам’янка-Бузька    |                              |                         |                         |                       |             |                  |              |                  |                  |
|  | «Газовик-Хуртовина» Комарно | 0:0 д.ч. 1:0                 | 0:0 д.ч. 1:0                 | «Юність» Гійче          | «Юність» Гійче          |                       |             |                  |              |                  |                  |
|  |                             | «Юність» Гійче               | «Юність» Гійче               | 2:1                     | 2:1                     |                       |             |                  |              |                  |                  |
|  |                             |                              |                              |                         |                         | «Юність» Верхня Білка |             |                  |              |                  |                  |
|  |                             | «Юність» Верхня Білка        | «Юність» Верхня Білка        |                         |                         | 1:0                   | 1:0         |                  |              |                  |                  |
|  |                             |                              |                              | «Юність» Верхня Білка   |                         |                       |             |                  |              |                  |                  |
|  |                             | «Енергетик» Добротвір        | «Енергетик» Добротвір        |                         | 3:0                     |                       |             |                  |              |                  |                  |
|  |                             |                              |                              |                         |                         |                       |             | «Рочин» Соснівка |              |                  |                  |
|  | «Сокіл» Сокільники          |                              |                              |                         |                         |                       |             | 2:1              | 2:1          |                  |                  |
|  |                             | «Сокіл» Великі Глібовичі     |                              |                         |                         |                       |             |                  |              |                  |                  |
|  | «Сокіл» Великі Глібовичі    | 1:1 п.п.5:4                  | 1:1 п.п.5:4                  | «Рочин» Соснівка        | «Рочин» Соснівка        |                       |             |                  |              |                  |                  |
|  |                             | «Рочин» Соснівка             | «Рочин» Соснівка             | 2:0                     | 2:0                     |                       |             |                  |              | logo             | logo             |
|  |                             |                              |                              |                         |                         | «Рочин» Соснівка      |             |                  |              | logo             | logo             |
|  |                             | СФК «Кордія» Муроване        | СФК «Кордія» Муроване        |                         |                         | 3:0                   | 3:0         |                  |              | logo             | logo             |
|  |                             |                              |                              | «Фенікс-Стефано» П.     |                         |                       |             |                  |              | logo             | logo             |
|  |                             | «Фенікс-Стефано» Підмонастир | «Фенікс-Стефано» Підмонастир | 1:1 п.п. 4:2            | 1:1 п.п. 4:2            |                       |             |                  |              | logo             | logo             |
|  |                             |                              |                              |                         |                         |                       |             |                  |              | logo             | logo             |
|  | ФК «Синьковичі» Синьковичі  |                              |                              |                         |                         |                       |             |                  |              | logo             | logo             |
|  |                             | «Темп» Відники               | «Темп» Відники               |                         |                         |                       |             |                  |              | «Рочин» Соснівка | «Рочин» Соснівка |
|  | «Темп» Відники              | 3:0                          | 3:0                          | «Локомотив» Рава-Руська | «Локомотив» Рава-Руська |                       |             |                  |              | 2:1              | 2:1              |
|  |                             | «Локомотив» Рава-Руська      | «Локомотив» Рава-Руська      | 4:1                     | 4:1                     |                       |             |                  |              |                  |                  |
|  |                             |                              |                              |                         |                         | ФК «Миколаїв»         |             |                  |              |                  |                  |
|  |                             | «Гірник» Новояворівськ       | «Гірник» Новояворівськ       |                         |                         | 1:1 п.п.6:5           | 1:1 п.п.6:5 |                  |              |                  |                  |
|  |                             |                              |                              | ФК «Миколаїв»           |                         |                       |             |                  |              |                  |                  |
|  |                             | ФК «Миколаїв»                | ФК «Миколаїв»                | 1:1 п.п.5:4             | 1:1 п.п.5:4             |                       |             |                  |              |                  |                  |
|  |                             |                              |                              |                         |                         |                       |             | ФК «Миколаїв»    |              |                  |                  |
|  |                             | ФК «Самбір» Самбір           | ФК «Самбір» Самбір           |                         |                         |                       |             | 1:1 д.ч. 2:1     | 1:1 д.ч. 2:1 |                  |                  |
|  |                             |                              |                              | СКК «Демня»             |                         |                       |             |                  |              |                  |                  |
|  |                             | СКК «Демня»                  | СКК «Демня»                  | 0:0 п.п. 5:3            | 0:0 п.п. 5:3            |                       |             |                  |              |                  |                  |
|  |                             |                              |                              |                         |                         | СКК «Демня»           |             |                  |              |                  |                  |
|  |                             | ФК «Мостиська»               | ФК «Мостиська»               |                         |                         | 3:0*                  | 3:0*        |                  |              |                  |                  |
|  |                             |                              |                              | ФК «Мостиська»          |                         |                       |             |                  |              |                  |                  |
|  |                             | «Погонь» Львів               | «Погонь» Львів               | 2:2 д.ч. 3:2            | 2:2 д.ч. 3:2            |                       |             |                  |              |                  |                  |

* — неявка на матч однієї з команд.

### Фінал
Арбітр: Роман Блавацький.
Асистенти арбітра: Олександра Вдовіна, Віталій Семенів.
Резервний арбітр: Володимир Міняйло.
Резервний асистент:  Андрій Смольський.
 Спостерігач ФФЛ: Ярослав Грисьо.
 Делегат ФФЛ: Володимир Гевко
 Голи:  71 ' Омар Набізада;  90+4 ' Юрій Заліпа; —   23 ' Ігор Балух.
«Рочин» Соснівка: Анатолій Коваленко, Олег Домальчук, Юрій Заліпа, Олександр Портянко, Роман Васюта, Олексій Найдишак, Микола Богданов, Юрій Яструб, Омар Набізада, Віталій Кашуба (Андрій Дева,  78'), Назарій Цюпка. 
Головний тренер: Володимир Підкіпняк. Президент клубу: Ігор Смолинець.
ФК «Миколаїв» : Мар'ян Бурмас, Роман Танечник, Ігор Ільків, Григорій Коваль, Роман Дзюрах, Андрій Сагайдак (Іван Федина,  79'), Юрій Бердей (Сергій Шафранський,  59'), Назар Бойко, Ігор Синишин (Богдан Клим,  65'), Михайло Дячук-Ставицький, Ігор Балух. 
Головний тренер: Віталій Пономарьов. Президент клубу: Микола Оприск.
Попередження:  42' Роман Васюта; —   29' Ігор Балух;  43' Ігор Синишин;  59' Юрій Бердей;  62' Ігор Ільків;  74' Михайло Дячук-Ставицький;  87' Назар Бойко.

## Інші кубкові турніри під егідоюФФЛО.
В 2018 році Федерацією футболу Львівської області було проведено традицій наймасовіший передсезонний (зимовий) Турнір пам’яті Ернеста Юста (переможець «Юність» Верхня Білка) та  Турнір пам’яті Карла Мікльоша (переможець ФК «Юність» Гійче). Також  проведено Кубок чемпіонів Львівщини.

### Кубок чемпіонів Львівської області.
В 2018 році фінішував шістнадцятий за ліком розіграш Кубка чемпіонів Львівщини, котрий стартував матчами в групах ще восени 2017 року. В турнірі взяло участь 17 команд, чемпіони та призери районних чемпіонатів Львівської області. В турнірі були представлені 13 районів Львівщини. У фіналі зустрілись представники Перемишлянського та Радехівського районів.
Фінал.
Арбітр: Верблянський Василь
Асистенти арбітра: Смольський Андрій, Пашковський Сергій
Четвертий арбітр:  Путас Тарас
 Спостерігач арбітражу: Ярослав Грисьо
 Делегат матчу:   Понайда Степан
Гол:  58'  Кіт Андрій.
«Шпиль» Шпильчина : Дацко Тарас (Сович Назар,  46'), Фостик Богдан, Гнатківський Мар’ян (Матвіїв Роман,  48'), Карпік Богдан, Наконечний Петро, Машталір Володимир, Сипко Іван, Гришик Дмитро (Мелекесцев Володимир,  46'), Симко Юрій (Ясінський Віктор,  90+3'), Витак Ігор (Демчур Олег,  90+1'), Кіт Андрій.  
Головний тренер: Коцюмбас Орест.
«Магніт» Оглядів : Пантарський Олег, Кононович Володимир, Тоган Дмитро, Шевчук Володимир, Гавор Олег, Дубенський Павло (Зджанський Назар,  85'), Мандрика Олег, Яцина Павло, Шкраба Володимир (Смаль Володимир,  80'), Турянський Максим (Іськів Михайло,  61').
Головний тренер: Яцина Петро.